# Histidin
Histidin (forkortet His og H) er en af de 20 standardaminosyrer i proteiner. I ernæring betragtes histidin som en af de essentielle aminosyrer. Den kodes for med CAU eller CAC.
Histidin blev første gang isoleret af tyskeren Albrecht Kossel i 1896.

## Kemiske egenskaber
Imidazolsidekæden og den relativt neutrale pKa på 6,0 betyder at små ændringer i pH omkring fysiologisk pH resulterer i ændringer af histidins ladning, da denne ved svagt sure (og herunder) betingelser protoneres. Dette gør den anvendelig i active sites i enzymer, hvor den uden de store ændringer kan modtage og fraspalte en proton.